# Bras de Riche
Pour les articles homonymes, voir Riche et Bras.
Le Bras de Riche coule dans les municipalités de Saint-Cyrille-de-Lessard, Saint-Aubert et L'Islet (secteur Saint-Eugène), dans la municipalité régionale de comté (MRC) de L'Islet, dans la région administrative de Chaudière-Appalaches, au Québec, au Canada.
Le Bras de Riche est un affluent de la rive droite du Bras du Nord-Est qui conflue avec le Bras Saint-Nicolas, lequel se déverse sur la rive droite de la rivière du Sud ; cette dernière coule vers le nord-est jusqu'à la rive sud de l'estuaire moyen du Saint-Laurent.

## Géographie
Les principaux bassins versants voisins du Bras de Riche sont :
- côté nord : ruisseau Sauvage, rivière Tortue (L'Islet) ;
- côté est : Bras de la rivière Ouelle, Bras du Nord-Est (Bras de Riche), rivière Tenturette, rivière Grand Calder ;
- côté sud : Bras d'Apic, Bras du Nord-Est (Bras de Riche), rivière Méchant Pouce ;
- côté ouest : rivière du Petit Moulin (L'Islet), rivière des Perdrix (Bras Saint-Nicolas), Bras Saint-Nicolas.

Le "Bras de Riche" prend sa source au lac Bringé (longueur : 0,8 km ; altitude : 517 m), situé en zone montagneuse, situé à la limite entre Saint-Cyrille-de-Lessard et Saint-Aubert. Ce lac de tête est situé au sud-est du lac Trois Saumons et à 12,3 km au sud-est de la rive sud du fleuve Saint-Laurent.
À partir de ce lac de tête, le "Bras de Riche" coule sur 11,3 km, répartis selon les segments suivants :
- 1,3 km vers le sud-ouest dans Saint-Cyrille-de-Lessard, jusqu'à la limite municipale de Saint-Aubert ;
- 3,2 km vers le sud-ouest, jusqu'à la limite de Saint-Cyrille-de-Lessard ;
- 2,7 km vers le sud-ouest, jusqu'à une route de campagne ;
- 5,2 km vers le sud-ouest, jusqu'à la route 285 ;
- 1,0 km vers l'ouest, en recueillant les eaux du Bras du Nord-Est (Bras de Riche) (venant du sud), jusqu'à la limite entre Saint-Cyrille-de-Lessard et L'Islet (secteur Saint-Eugène) ;
- 0,6 km vers le nord-ouest, jusqu'à sa confluence.

Le "Bras de Riche" se déverse sur la rive est du Bras Saint-Nicolas. Cette confluence est située en amont du pont du lieu-dit "Les Chandelles", en aval de la "chute à Toupin" et à 2,9 km au nord-ouest du centre du village de Saint-Cyrille-de-Lessard.

## Toponymie
Le toponyme "Bras de Riche" a été officialisé le 31 mai 1983 à la Commission de toponymie du Québec.